# Noel Fisher
Noel Roeim Fisher (født 13. marts 1984 i Vancouver) er en canadisk skuespiller, kendt for blandt andet rollen som Mickey Milkovich i tv-serien Shameless og Cael Malloy i The Riches. Derudover har han spillet vampyren Vladimir i filmen The Twilight Saga: Breaking Dawn - Part 2, og udført motion capture og lagt stemmen til Michelangelo i Teenage Mutant Ninja Turtles og dens efterfølger med undertitlen Out of the Shadows.

## Udvalgt filmografi

### Film
- 2003: Final Destination 2 – Brian Gibbons
- 2008: Red – Danny McCormack
- 2012: The Twilight Saga: Breaking Dawn - Part 2 – Vladimir
- 2014: Teenage Mutant Ninja Turtles – Michelangelo (stemme og motion capture)
- 2016: Teenage Mutant Ninja Turtles: Out of the Shadows – Michelangelo (stemme og motion capture)
- 2020: Capone – Junior

### Tv-serier
- 2000–03: X-Men: Evolution – Toad/Todd Tolensky (26 afsnit, stemme)
- 2007–08: The Riches – Cael Malloy (20 afsnit)
- 2011–21: Shameless – Mickey Milkovich (71 afsnit)
- 2019–: The Red Line – Paul Evans